# 御神本訓史
御神本 訓史（みかもと のりふみ、1981年（昭和56年）8月25日 - ）は、地方競馬の大井競馬場・小林牧場分厩舎三坂盛雄厩舎所属の騎手。実父・御神本修は元益田競馬場の騎手・調教師。御神本氏（益田氏）の末裔でもある。

## 来歴
1999年3月31日付けで地方競馬騎手免許を取得し、益田競馬場御神本修厩舎からデビュー。同年4月10日に初騎乗、同日初勝利を挙げると3ヶ月後には当地のダービーに相当する日本海特別を制覇。
2000年、2002年には益田競馬場のリーディングジョッキーに輝き、NARグランプリにも選ばれている。吉岡牧子引退後しばらくスター騎手不在であった益田競馬場であったが、同競馬場久々にして最後のスター騎手として、御神本はこの頃より注目を浴びるようになった。
2001年5月13日にマカオジョッキークラブがタイパ競馬場で行った第9回マカオ見習騎手招待競走に出場し、海外競馬初騎乗。第5競走で3着、第7競走で11着となった。同年9月26日に大井競馬場で行なわれた全日本リーディングジョッキー競走（各地方競馬のリーディング1位騎手が集い、レースを行うもの）ではデビュー3年目にして代表に選ばれ、小さな競馬場の若きトップジョッキーとして全国の地方競馬ファンにその名を知られる様になる。
2002年8月、益田競馬場休止に伴い大井競馬場へ移籍。10月14日の大井開催で騎乗を再開。初戦は1番人気に支持されたゴールドストライク号に騎乗するが、5着に敗退する。2戦目で所属厩舎のブラックエンジェル号で移籍初勝利を飾った。
2003年5月13日大井10R りょうけん座特別にて騎乗していたコアレスレディから落馬、外傷性クモ膜下出血および脳挫傷で一時意識不明という瀕死の重傷を負う。その後2度にわたって1年近くにもおよぶリハビリ生活を送ったのち、2005年から本格的に戦線復帰。
2006年3月、東京シティ盃（南関東G3）で南関東重賞初制覇を果たし、6月にはみちのく大賞典（盛岡）も制している。また同年5月13日に中央競馬(JRA)初騎乗を果たし、12月16日の中山競馬第9レース、アイアムアドーター号にてJRA初勝利を挙げる。
2007年4月、マイルグランプリ(SII)では1番人気のフジノウェーブ号に騎乗し、当馬の連勝を10に伸ばす。
2007年7月以降競走に騎乗せず、一時は引退も噂された。実際は騎乗停止と謹慎処分が課されていたため騎乗できなかっただけで、当初は半年間レースに騎乗できない予定であったが、処分が緩和され9月には騎乗を再開した。
2007年10月31日、大井競馬場で行われたJBCスプリント（ダート1200m）をフジノウェーブ号で勝利。自身の指定交流JpnI競走初勝利を飾った。なおこれはJBC史上初の地方所属馬の勝利であり、また2019年に同じく自身が騎乗したブルドッグボスが優勝するまでJBCスプリント史上唯一の地方所属馬の勝利であった。
2009年9月2日第5回船橋競馬3日目第7競走C1二組条件戦をイングヴェイで優勝（9頭立て1番人気）し、6,798戦目で地方競馬通算1,000勝を達成した。しかし、不祥事（後述）によりこの直後から長期にわたり騎乗を自粛していたが、2010年2月から5月までの期間限定騎乗という形で高知競馬での復帰が決まった。5月16日第2回福山競馬6日目での騎乗を最後に、高知競馬所属での短期騎乗を終了、5月31日第4回大井競馬1日目から南関東での騎乗を再開した。
2013年、253勝をあげ初の南関東リーディングジョッキーとなる。
2015年3月17日、騎手免許（更新）試験に不合格となったことがNARから発表され、同年5月31日をもって騎手免許が失効した。このため、同年6月より大井競馬場・三坂厩舎所属の調教厩務員として認定を受け、騎手免許再取得を目指すこととなった。
2016年3月13日、騎手免許（新規）一次試験で不合格となったことが本人より明かされた。
2017年3月16日、騎手免許（新規）試験に合格したことがNARから発表され、同年4月1日付で騎手免許が交付された。
2023年、ミックファイアに騎乗し、南関東クラシック三冠を達成。3歳ダート三冠再整備前最後の三冠騎手となった。

## エピソード
- 地方競馬教養センターの騎手課程時代から、騎乗センスは教官からも一目置かれるほど抜きん出ていた。しばし天才と称されセンスも自認しているが、本人いわく「積み上げた努力のほうが大きいはずなんで、天才の一言でまとめられたくない」と語っている[2]。
- 勝負服の柄はエルウェーウィンの馬主のものと同じで、これは自身が同馬のファンであったからだという。[要出典]

### 益田競馬場休止による移籍
騎手デビューの地であった益田競馬場が休止になると正式決定した時、スター性の高い御神本の移籍先を巡って、激しい争奪戦が発生した。
これについては移籍先となった大井競馬、それ以外の複数の地方競馬はもとより、地方競馬のトップジョッキーや外国人騎手の参戦の影響による若手騎手の不振に悩む日本中央競馬会（JRA）までもが「若手騎手の目玉に成り得る逸材」として勧誘に動いたと、競馬マスコミは伝えている。
しかし、JRAについては、当時の騎手免許の制度上、JRAの騎手免許試験を受ける必要があり、そこが障害になったとされる。JRAには既にこの年より「過去5年間に中央競馬で年間20勝以上の成績を2回以上挙げた騎手に対し、1次試験を免除する」という特例（安藤勝己の受験を契機に導入された通称「アンカツ・ルール」）があったものの、『廃止（休止）された地方競馬場の若手の有望騎手の救済的な受け入れ』を想定した形で、JRAが「騎手免許試験の新特例制度を御神本獲得のために設けるのではないか」という憶測が、競馬マスコミや競馬ファンの間では盛んに聞かれたほどに、御神本の動向は大いに注目された。
また、移籍先となった大井競馬場についても、他場からの騎手の移籍は原則として受け入れない方針だっただけに、御神本の受け入れを表明した際には「異例のこと」として、南関東公営競馬の関係者や競馬ファンから驚きの声が挙がった。

## 不祥事
大井競馬へ移籍後、たびたび騎手としての義務を怠る行為を繰り返し、その都度騎乗停止処分を受けることが顕著となっていた。
- 2007年5月に調整ルームに入らなかったことにより10日間、さらに同年6月に指定タクシーに乗らなかったなど、騎手としての義務を怠ったとして12日間の騎乗停止処分を受けた。
- 2009年には通算1000勝を挙げ9月14日に記念表彰式の予定だったが、調整ルームに入った後に無断外出をしたため、10日間の騎乗停止処分となり表彰式は中止[12]となるなどの処分を受けた。
- その後、5年間は特に問題行為は起こしていなかったが、2014年4月に調教時間中に無許可で調整ルームから無断外出を行い、6日間の騎乗停止となった[13]。
- 2015年2月には、本来外部への情報漏えいを防ぐ観点から、競馬法で禁じている外部の人物（当時交際していた女性[14]）を「施術師」と虚偽の申告をして、騎手調整ルームに2013年2月-2014年11月頃に複数回にわたって無断で入れさせたとして、開催日実効30日間を含む40日間騎乗停止処分という厳しい制裁を受けた[15]。

これらの行為が重なったため、2015年の騎手免許更新の際の試験で不合格となった。この件についてNARは直接明言はしていないものの「筆記試験、面接試験等を行い、本人のこれまでの業務状況の内容を勘案し、最終的に免許委員会で審議された結果、不合格となった」と前述の素行不良が試験不合格の要因であることを示唆している。

## 主な騎乗馬

### グレード制重賞優勝
太字はGI・JpnI競走、*は地方限定格付けの競走を示す
- フジノウェーブ（2007年*東京シティ盃、*マイルグランプリ、JBCスプリント、2008年東京盃、2009年*東京シティ盃、2011年・2013年*東京スプリング盃）
- ラーゴブルー（2018年*東京シンデレラマイル、2019年マリーンカップ）
- ブルドッグボス（2019年JBCスプリント、2019年・2020年*ゴールドカップ）
- ケイティブレイブ（2019年浦和記念）
- ミックファイア（2023年*羽田盃、*東京ダービー、ジャパンダートダービー、*ダービーグランプリ）

出典:

### 地方重賞優勝
- シリウスファイター（1999年日本海特別、鴨島特別）
- ニホンカイマリノ（2001年日本海特別）
- エスペラントタカシ（2001年鴨島特別）
- キンノハゴロモ（2002年人麿特別）
- サントゥールワン（2002年益田優駿）
- ベルモントファラオ（2006年東京シティ盃）
- コアレスハンター（2006年一條記念みちのく大賞典）
- トップサバトン（2007年京浜盃）
- アンパサンド（2009年報知オールスターカップ）
- ブルーラッド（2009年東京湾カップ、戸塚記念）
- ショウリダバンザイ（2010年ロジータ記念）
- キングバンブー（2011年報知グランプリカップ）
- ドラゴンシップ（2011年ローレル賞、ハイセイコー記念）
- ゴールドキャヴィア（2012年優駿スプリント）
- スマートインパルス（2012年東京記念）
- アウトジェネラル（2013年羽田盃）
- スマートジョーカー（2013年川崎マイラーズ）
- フォーティファイド（2013年大井記念）
- マイネエレーナ（2014年埼玉新聞栄冠賞）
- ノットオーソリティ（2014年ロジータ記念、東京シンデレラマイル）
- クレイジーアクセル (2018年東京湾カップ)
- ハッピースプリント（2019年隅田川オープン）
- アピア（2018年習志野きらっとスプリント、2018年・2019年船橋記念）
- プロミストリープ（2018年桜花賞【浦和】）
- サウンドトゥルー（2019年金盃）
- ステッペンウルフ（2019年京浜盃）
- ミューチャリー（2018年鎌倉記念、2019年羽田盃、2021年大井記念）
- ナンヨーオボロヅキ（2019年高知優駿）
- ベンテンコゾウ（2019年京成盃グランドマイラーズ）
- ブロンディーヴァ（2019年ローレル賞）
- キャンドルグラス（2020年・2021年船橋記念）
- ストライクイーグル（2020年ブリリアントカップ、大井記念）
- フレッチャビアンカ（2021年東京記念、2022年金盃）
- コズミックフォース（2021年勝島王冠）
- キモンルビー（2022年、2023年船橋記念、2023年川崎スパーキングスプリント、習志野きらっとスプリント）
- シャルフジン（2022年雲取賞）
- ルーチェドーロ（2022年フジノウェーブ記念、笠松グランプリ）
- スピーディキック（2022年桜花賞【浦和】、東京プリンセス賞、2022年・2023年東京シンデレラマイル）
- ロードゴラッソ（2022年ブリリアントカップ）
- サーフズアップ（2023年ユングフラウ賞、東京プリンセス賞）
- カイル（2023年金盃）
- ダテノショウグン（2023年ハイセイコー記念、2024年黒潮盃）
- ミスカッレーラ（2023年ローレル賞）
- デュードヴァン（2024年川崎マイラーズ、サンタアニタトロフィー）
- キャリックアリード（2024年秋桜賞）
- キングストンボーイ （2024年勝島王冠、2025年報知グランプリカップ）
- イグザルト（2025年フジノウェーブ記念）

出典: